# Carrière de la Raisse
La carrière de la Raisse un site archéologique de Suisse, situé sur le territoire de la commune vaudoise de Concise.

## Description
L'exploitation de la carrière de pierre de la Raisse, située aux environs du village des Favarges non loin de la chartreuse de La Lance, date de l'époque romaine, comme en témoigne un tronçon de voie antique mis au jour près du site.
Le site, mentionné au XVIIIe siècle, a été endommagé à plusieurs reprises lors de travaux à la fin du XIXe siècle et au début du XXe siècle. Protégé dès 1944, il est l'objet de fouilles en 1997. Classé comme bien culturel suisse d'importance nationale, il offre encore aujourd'hui plusieurs blocs de pierre encore en place et présentant des traces d'escoude.